# Liste der Biografien/Van
Liste der Biografien |
Portal Biografien |
Personensuche
# |
A |
B |
C |
D |
E |
F |
G |
H |
I |
J |
K |
L |
M |
N |
O |
P |
Q |
R |
S |
T |
U |
V |
W |
X |
Y |
Z |
?
 
Va |
Vd |
Ve |
Vh |
Vi |
Vj |
Vl |
Vn |
Vo |
Vr |
Vs |
Vt |
Vu |
Vy
 
Vaa |
Vab |
Vac |
Vad |
Vae |
Vaf |
Vag |
Vah |
Vai |
Vaj |
Vak |
Val |
Vam |
Van |
Vap |
Vaq |
Var |
Vas |
Vat |
Vau |
Vav |
Vaw |
Vax |
Vay |
Vaz
 
Van A |
Van B |
Van C |
Van D |
Van E |
Van F |
Van G |
Van H |
Van I |
Van K |
Van L |
Van M |
Van N |
Van O |
Van P |
Van Q |
Van R |
Van S |
Van T |
Van U |
Van V |
Van W |
Van Y |
Van Z

Vana |
Vanb |
Vanc |
Vand |
Vane |
Vang |
Vanh |
Vani |
Vanj |
Vank |
Vanl |
Vanm |
Vann |
Vano |
Vanp |
Vanq |
Vanr |
Vans |
Vant |
Vanu |
Vanv |
Vanw |
Vany |
Vanz
Die Liste der Biografien führt alle Personen auf, die in der deutschsprachigen Wikipedia einen Artikel haben. Dieses ist eine Teilliste mit 17 Einträgen von Personen, deren Namen mit den Buchstaben „Van“ beginnt.

## Van
- Van, Adrien de (* 1973), französischer Schauspieler
- Van, Allen (1915–1995), US-amerikanischer Eishockeyspieler
- Van, Bekir Ercan (* 1967), türkischer OffizierBekir Ercan Van (* 1967)

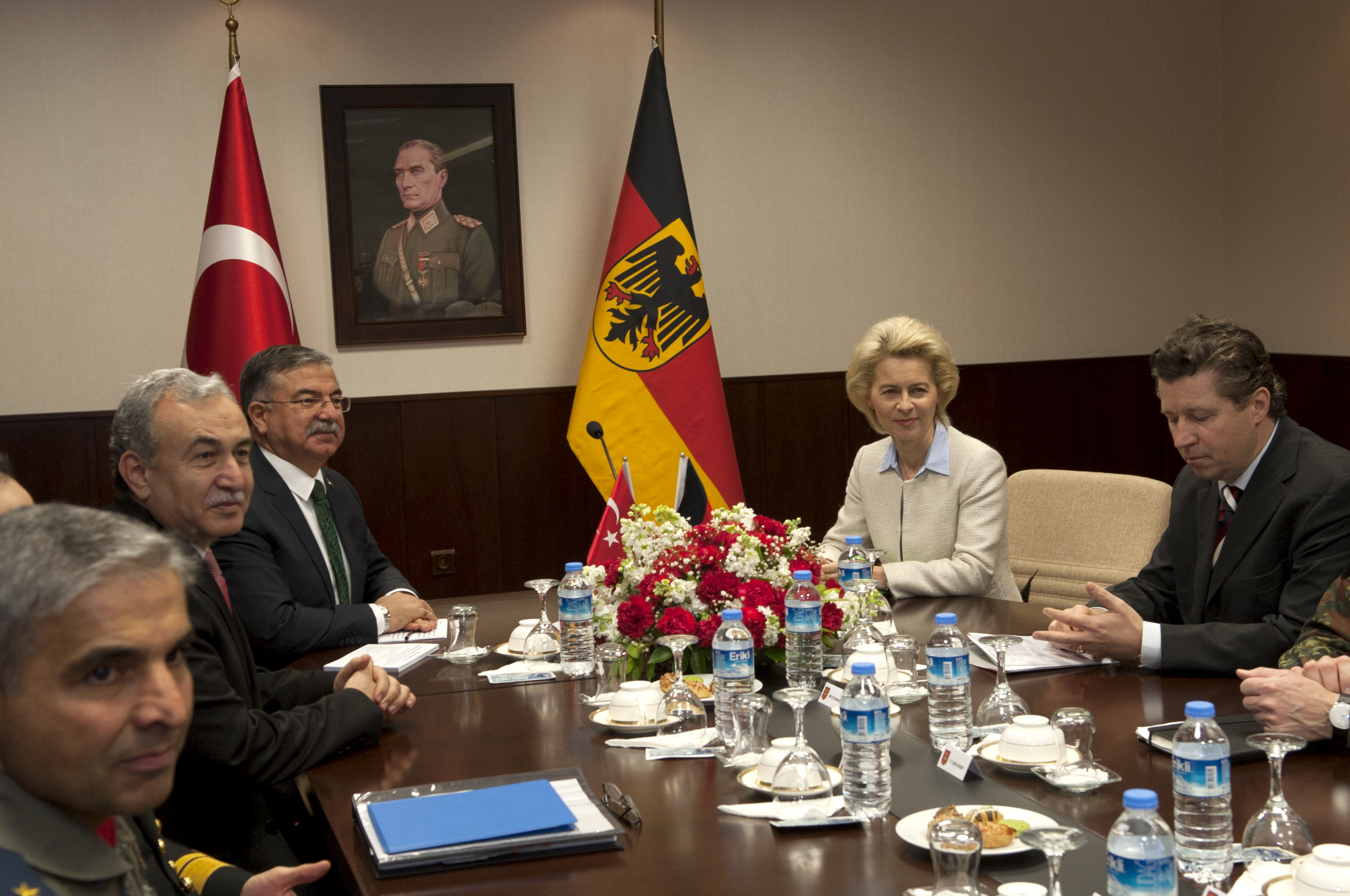
Bekir Ercan Van (* 1967)

- Van, Bobby (1928–1980), US-amerikanischer Schauspieler, Tänzer und Gameshowmoderator
- Van, Christopher (* 1984), US-amerikanischer Schauspieler, Stuntman sowie Stunt Coordinator, Filmproduzent, Filmregisseur und Drehbuchautor
- Van, Lindsey (* 1984), US-amerikanische Skispringerin
- Van, Marina de (* 1971), französische Filmregisseurin, Drehbuchautorin und Filmschauspielerin
- Văn, Ngô (1913–2005), vietnamesischer Revolutionär, Autor und Historiker
- Van, Son (* 1934), kambodschanischer Radrennfahrer
- Văn, Tiến Dũng (1917–2002), vietnamesischer Politiker und General

### Van-D
- Văn-Davies, Catherine, australische Schauspielerin
- Van-Dúnem M’Binda, Afonso (1941–2014), angolanischer Außenminister und Diplomat
- Van-Dúnem, Agostinho (* 1971), angolanischer Politiker (MPLA)
- Van-Dúnem, Cândido, angolanischer Offizier und Politiker
- Van-Dúnem, João (1952–2013), angolanischer Journalist und Medienmanager
- Van-Dúnem, Maria de Lourdes Pereira dos Santos (1935–2006), angolanische Sängerin
- Van-Dúnem, Pedro de Castro (1942–1997), angolanischer Diplomat und Politiker